# Chào mào
Chào mào (Pycnonotus jocosus) là một loài chim thuộc bộ Sẻ phân bố ở châu Á. Nó là một thành viên của họ Chào mào. Nó là một loài động vật ăn quả thường trú được tìm thấy chủ yếu ở châu Á nhiệt đới. Nó đã được đưa bởi con người vào nhiều khu vực nhiệt đới trên thế giới, nơi các quần thể đã tự hình thành. Nó ăn trái cây và côn trùng nhỏ. Chúng dễ thấy đậu trên cây và kêu to ba hoặc bốn nốt. Chúng rất phổ biến trong rừng đồi và vườn đô thị trong phạm vi của chúng. Chào mào có một cái mào dễ nhận biết, hai má trắng và phía trên "mảng" trắng là màu đỏ do đó chúng có tên tiếng Anh là râu đỏ (red-whiskered). Tại Việt nam, tùy theo vùng miền mà chúng có tên gọi khác nhau: chóp mào, hoành hoạch mồng, chóp mũ đỏ, đít đỏ... nhưng tên thông dụng nhất vẫn là chào mào.

## Phân loại học và hệ thống học
Chào mào ban đầu được mô tả với các vết nứt trong chi Lanius vào năm 1758 bởi Carl Linnaeus trong Systema Naturae của ông. Các loài lai đã được ghi nhận trong điều kiện nuôi nhốt như bông lau đít đỏ, chào mào tai trắng, chào mào kính trắng, chào mào mũ đen và chào mào Himalaya. Hội chứng bạch thể cũng đã được ghi lại.

### Phân loài
Chín phân loài được công nhận:
- P. j. fuscicaudatus - (Gould, 1866): Ban đầu được mô tả như một loài riêng biệt. Tìm thấy ở miền tây và miền trung Ấn Độ. Có một dải vú gần như hoàn chỉnh và không có đầu trắng ở đuôi.
- P. j. abuensis - (Whistler, 1931):Tìm thấy ở tây bắc Ấn Độ (loại địa phương Mount Abu[5]) Màu nhợt nhạt và có dải vú bị đứt và không có đầu trắng ở đuôi.
- P. j. pyrrhotis - (Bonaparte, 1850): Ban đầu được mô tả là một loài riêng biệt trong chi Ixos. Tìm thấy ở Terai của miền bắc Ấn Độ và Nepal. Nó có màu nhạt ở trên với đầu đuôi màu trắng và dải ngực tách biệt rộng rãi
- P. j. emeria - (Linnaeus, 1758): Ban đầu được mô tả là một loài riêng biệt trong chi Motacilla. Tìm thấy từ đông Ấn Độ đến tây nam Thái Lan. Có màu nâu ấm ở trên với một cái mỏ mỏng và một cái mào dài (cũng được đưa vào Florida[6])
- P. j. whistleri - Deignan, 1948: Được tìm thấy ở quần đảo Andaman và có bộ lông màu nâu ấm ở trên, mỏ nặng hơn và mào ngắn hơn P. j. emeria
- Chào mào râu đỏ Trung Quốc (P. j. monticola) - (Horsfield, 1840): Ban đầu được mô tả là một loài riêng biệt trong chi Ixos. Được tìm thấy từ đông Himalaya đến bắc Myanmar và nam Trung Quốc và có phần trên sẫm màu hơn P. j. pyrrhotis
- P. j. jocosus - (Linnaeus, 1758): Tìm thấy ở đông nam Trung Quốc
- P. j. hainanensis - (Hachisuka, 1939): Tìm thấy trên đảo Hải Nam (ngoài khơi đông nam Trung Quốc)
- P. j. pattani - Deignan, 1948: Tìm thấy từ miền nam Myanmar và bắc bán đảo Mã Lai qua Thái Lan và nam Đông Dương

## Mô tả
Chào mào có chiều dài khoảng 20 cm. Nó có phần trên màu nâu và phần dưới màu trắng với hai bên sườn bóng và một cái cựa sẫm màu chạy trên bầu ngực ngang vai. Nó có mào đen nhọn cao, mặt đỏ và đường viền đen mỏng. Đuôi dài và có màu nâu với các đầu lông màu trắng, nhưng vùng lỗ thông hơi có màu đỏ. Con non thiếu mảng đỏ phía sau mắt và vùng lỗ thông hơi có màu cam đỏ.
Tiếng gọi lớn và gợi nhiều sức gợi là một tiếng kink-a-joo sắc nét (còn được phiên âm là pettigrew hoặc kick-pettigrew hoặc rất vui được gặp bạn) và bài hót là một cuộc tán gẫu mắng mỏ. Chúng thường được nghe nhiều hơn là được nhìn thấy, nhưng chúng thường dễ thấy đậu vào buổi sáng khi chúng kêu từ ngọn cây. Tuổi thọ khoảng 11 năm.

## Phân bố và sinh cảnh

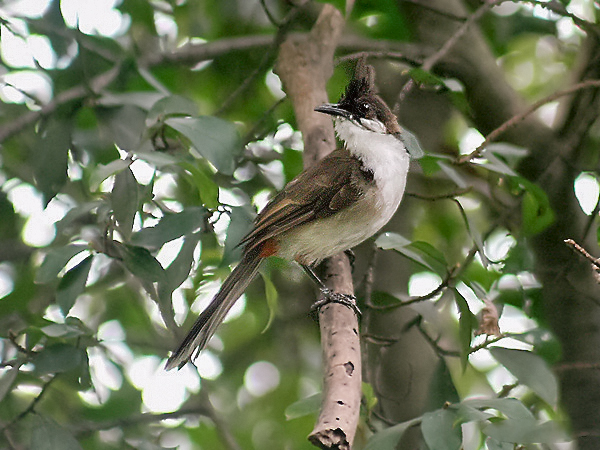
Con chưa trưởng thành của chủng emeria từ miền đông Ấn Độ

Đây là loài chim sống ở những khu vực có cây cối rậm rạp, đất nước thoáng đãng hơn với những bụi rậm và đất trồng trọt. Những sự kích động đã được ghi nhận ngay từ thời kỳ đầu với Thomas C. Jerdon lưu ý rằng chúng "định kỳ đến thăm Madras và các thị trấn cây cối rậm rạp khác theo đàn lớn."
Nó đã thành lập ở Úc và ở Los Angeles, Hawaii, và Florida ở Hoa Kỳ, cũng như ở Mauritius, trên Đảo Assumption và Quần đảo Mascarene. Ở Florida, nó chỉ được tìm thấy trong một khu vực nhỏ, và quần thể của nó có thể bị tiêu diệt một cách dễ dàng. Nó đã bị xóa sổ khỏi Đảo Assumption vào năm 2013–2015 để ngăn chặn sự xâm chiếm thuộc địa của Aldabra gần đó, hòn đảo nhiệt đới không có chim lớn nhất được giới thiệu.
Loài này được giới thiệu bởi Hiệp hội Động vật học và Khí hậu du nhập vào năm 1880 ở Sydney, trở nên nổi tiếng khắp các vùng ngoại ô vào năm 1920, và tiếp tục lan dần ra khoảng 100 km. Nó hiện cũng được tìm thấy ở ngoại ô Melbourne và Adelaide, mặc dù không rõ bằng cách nào chúng đến đó.

## Hành vi và sinh thái

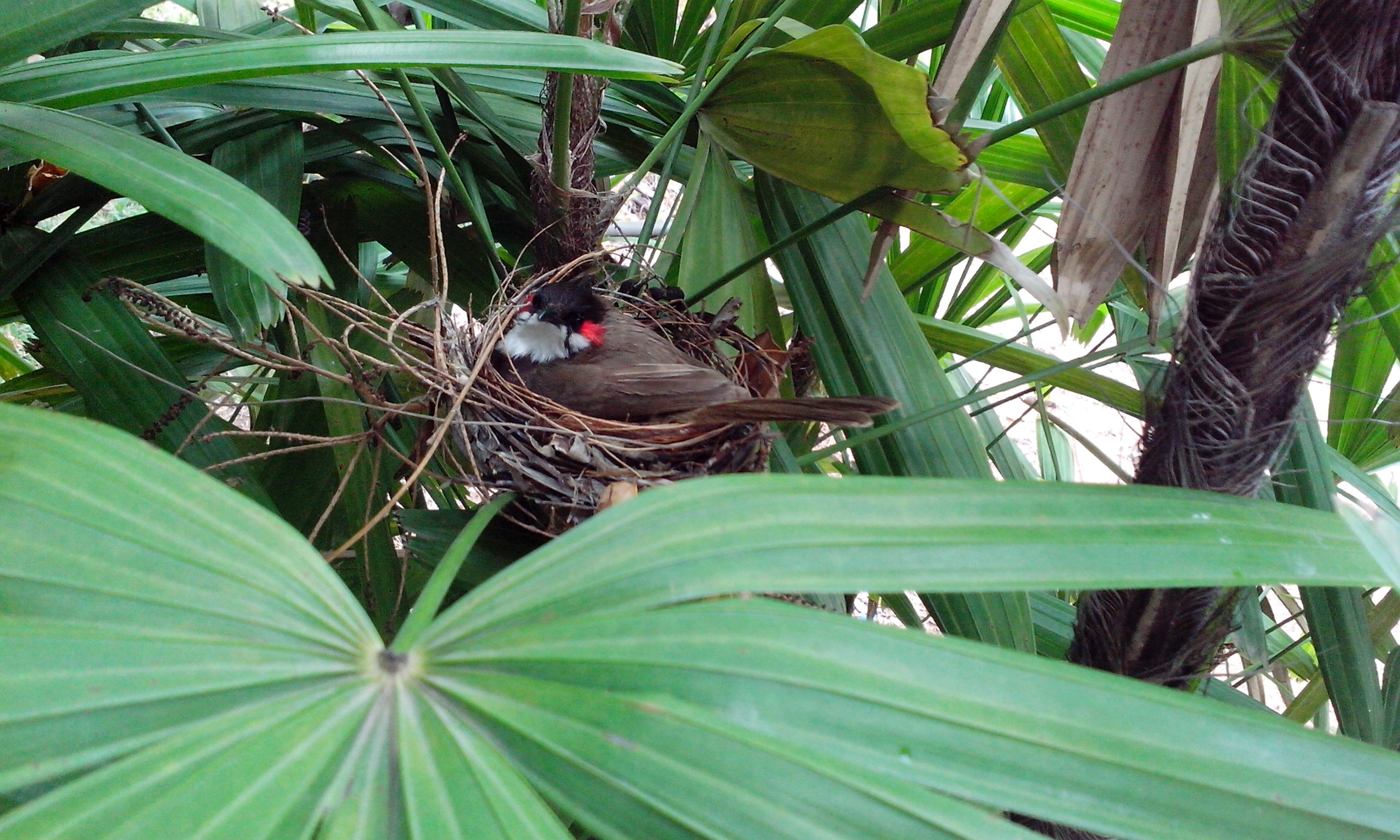
Chào mào tại tổ

Trên đảo Réunion, loài này tự thành lập và cũng hỗ trợ sự lây lan của các loài thực vật ngoại lai như Rubus alceifolius. Ở Florida, chúng ăn trái cây và quả mọng của 24 loài thực vật kỳ lạ bao gồm nhót tây (Eriobotrya japonica), Lantana spp., tiêu Brazil (Schinus terebinthifolius) và sung (Ficus). Ở Mauritius, chúng hỗ trợ sự phân tán của Ligustrum robustum và Clidemia hirta. Hạt giống đi qua ruột của chúng nảy mầm tốt hơn. Các quần thể chào mào trên đảo Reunion đã đa dạng hóa trong suốt ba mươi năm và cho thấy các biến thể rõ ràng về hình thái mỏ tùy theo nguồn thức ăn mà chúng đã thích nghi để sử dụng.

### Sinh sản

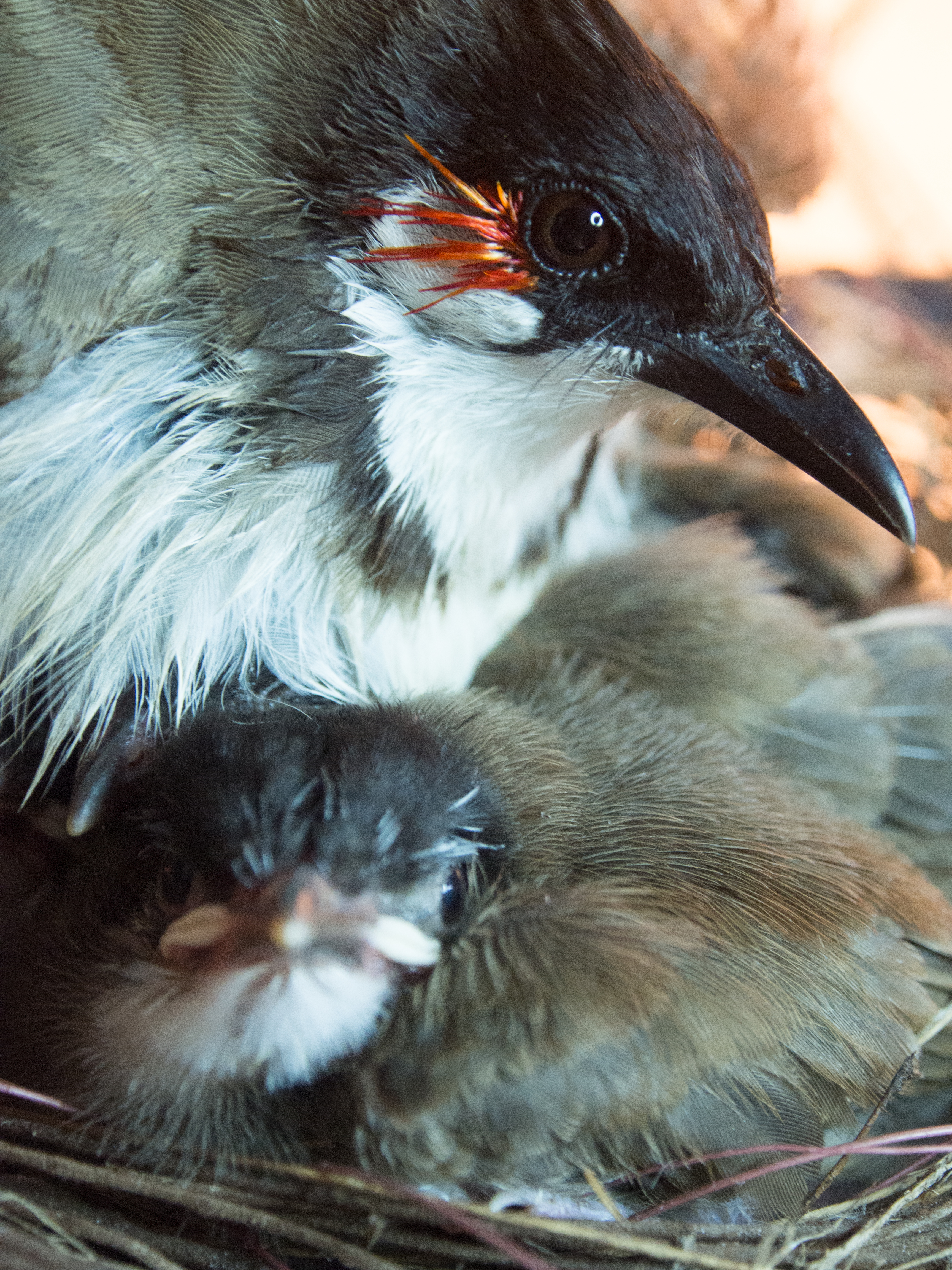
Cùng với chim con trong tổ

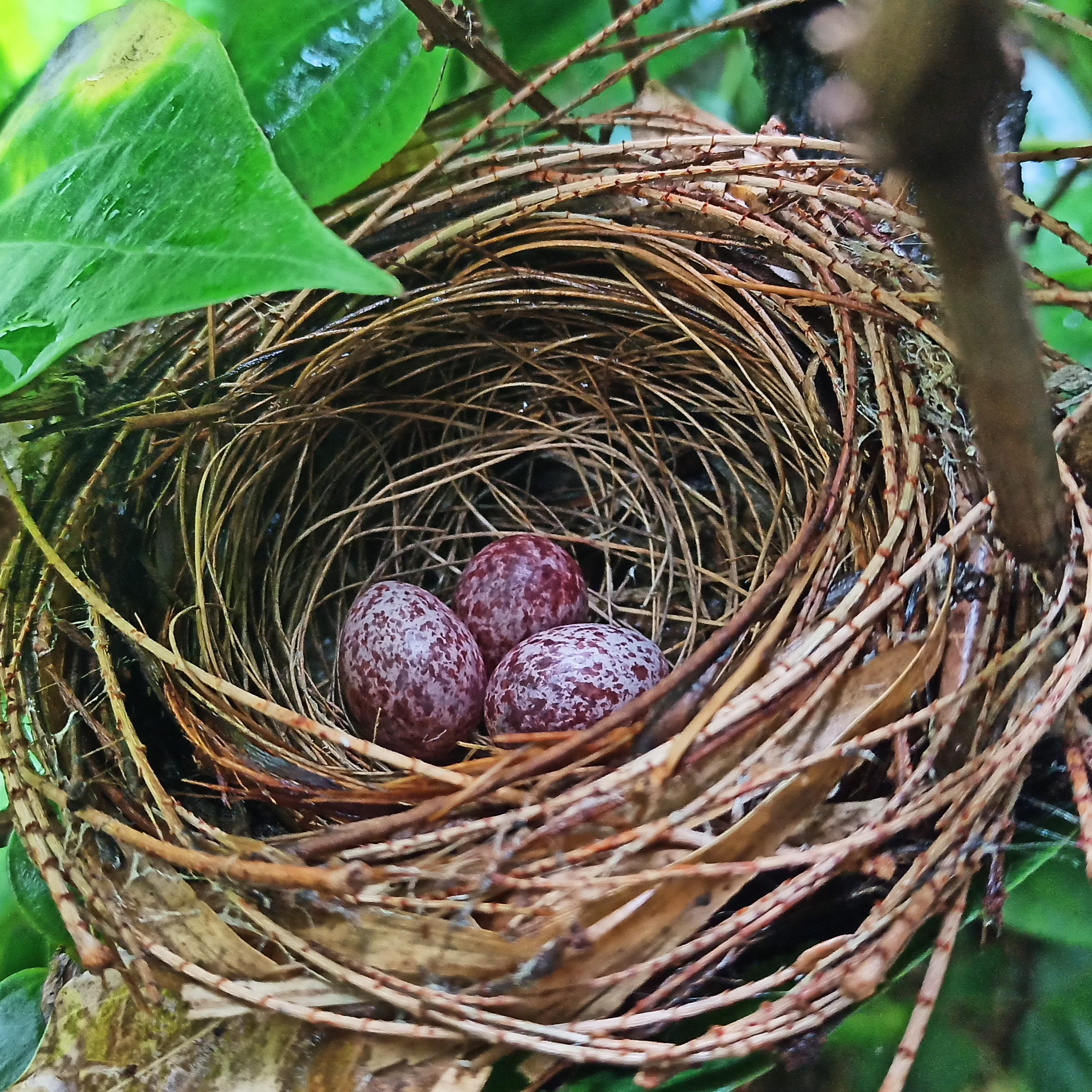
Trứng trong tổ của chào mào

Mùa sinh sản được trải rộng và đạt cao điểm từ tháng 12 đến tháng 5 ở miền nam Ấn Độ và tháng 3 đến tháng 10 ở miền bắc Ấn Độ. Sinh sản có thể xảy ra một hoặc hai lần một năm. Màn tán tỉnh của con đực bao gồm cúi đầu, xòe đuôi và rủ cánh. Tổ có hình chén, được xây trên bụi rậm, tường tranh hoặc cây nhỏ. Nó được dệt bằng cành cây, rễ cây và cỏ mịn, và được tô điểm bằng các vật lớn như dải vỏ cây, giấy hoặc túi nhựa. Các ổ thường chứa hai đến ba quả trứng. Các con trưởng thành (có thể là con cái) có thể giả bị thương để đánh lạc hướng những thú săn mồi tiềm năng khỏi tổ. Trứng có màu mặt đất màu hoa cà nhạt với các đốm lấm tấm trở thành đốm về phía đầu rộng. Trứng có kích thước 21 mm và rộng 16 mm. Trứng nở sau 12 ngày. Cả con cha và con mẹ đều nuôi dạy con chúng. Chim non được cho ăn sâu bướm và côn trùng, và được dần dần thay thế bằng trái cây và quả mọng khi chúng lớn lên. Những con non chỉ có lông ở một trong các vùng da của chim mà lông mọc trên đó. Trứng và con non có thể bị săn bởi những con bìm bịp lớn và quạ.
Chúng bảo vệ vùng lãnh thổ rộng khoảng 3.000 mét vuông trong mùa sinh sản. Chúng đậu chung thành từng đàn từ một trăm con trở lên.

### Chế độ ăn
Chào mào ăn trái cây (bao gồm cả thông thiên độc hại đối với động vật có vú), mật hoa và côn trùng.

### Mối đe dọa
Một số ký sinh trùng sốt rét ở chi đã được mô tả từ loài này.

## Mối quan hệ với con người
Loài này từng là một loài chim lồng phổ biến ở các vùng của Ấn Độ. C. W. Smith lưu ý rằng:
Những con chim này đang được yêu cầu rất nhiều bởi những người bản địa, có một tính cách không sợ hãi và dễ dàng được khai hoang. Chúng được dạy ngồi trên bàn tay, và do đó, nhiều con có thể được nhìn thấy trong bất kỳ chợ Ấn Độ nào.
Loài này tiếp tục là loài chim lồng phổ biến ở các khu vực Đông Nam Á.